# The Times They Are a-Changin'
The Times They Are a-Changin' è il terzo album in studio di Bob Dylan, pubblicato nel gennaio del 1964.

## Descrizione
Registrato a New York, venne prodotto da Tom Wilson. Dylan - autore, come accadrà dal suo secondo album in poi, di testi e musiche - si accompagna con chitarra ed armonica a bocca.
Questo album, interamente acustico, è considerato da molti cultori della produzione dylaniana un vero e proprio manifesto della canzone politica e di protesta; nei dieci brani che lo compongono, Dylan si scaglia contro la società e, in modo profetico e cadenza quasi biblica, sembra ammonire duramente: fate attenzione, poiché i tempi stanno cambiando e i figli di oggi sono pronti a rivoltarsi contro i loro stessi padri per ribaltare - appunto in maniera biblica - concetti e filosofie, aspettative e pregiudizi.
Le sonorità di questo disco sono impostate su un blues secco ed essenziale, scandito dalle pennate marcate sulla chitarra e dal suono che dà anima alla musica folk dell'armonica a bocca.
Le canzoni politiche qui proposte, a detta dei cultori della poetica dylaniana, non indicano in effetti alcuna nuova strada (Dylan ha sempre sostenuto di non essere il portavoce di nessuno eccetto che di se stesso, e che non c'è bisogno del meteorologo per sapere da che parte tira il vento), suscitando però nuovi dubbi e inedite domande.
La traccia che chiude l'album - intitolata  Restless Farewell (Inquieto addio) - è in questo senso esemplare, specie nel passaggio in cui afferma:
(da Restless Farewell)
Un altro brano che indica una profonda inquietudine da parte dell'autore - pronto ad interrogarsi, piuttosto che a darsi delle risposte che, abitualmente, soffiano nel vento, sulle ingiustizie della società - è The Lonesome Death of Hattie Carroll, in cui narra dell'uccisione di una "sguattera di cucina" (la Hattie Carroll del titolo, appunto) da parte di un tale William Zantzinger, ventiquattrenne possidente terriero, che sarà condannato ad una pena mite da una giuria compiacente che derubricherà l'accusa di omicidio volontario a quella di omicidio colposo (è da ricordare che Dylan ha ammesso nella sua autobiografia Chronicles - Volume 1 di essersi ispirato per le sue prime composizioni a fatti di cronaca realmente accaduti).
Meritevoli di citazione, infine, sono le caustiche ed amare With God on Our Side (Con Dio dalla nostra parte) e Only a Pawn in Their Game (Solo pedine del loro gioco), veri e propri j'accuse verso l'intera classe politica.
Come accadrà anche per il successivo Another Side of Bob Dylan, l'edizione del disco in vinile riporta per la prima volta sul retro copertina una lunga poesia dello stesso Dylan; in essa viene ricordato con accenti mesti e poetici al tempo stesso l'uccisione, avvenuta pochi mesi prima dell'uscita del disco a Dallas (Texas) del presidente John F. Kennedy.

### Registrazione
Dylan iniziò la lavorazione al suo terzo album il 6 agosto 1963 nello Studio A della Columbia a New York City. Ancora una volta, Tom Wilson si occupò della produzione del disco.
Otto canzoni furono registrate nel corso della prima seduta in studio, ma solamente una incisione di North Country Blues venne ritenuta alla fine utilizzabile e messa da parte come nastro master. Altro brano completato fu Seven Curses, ma escluso dalla versione finale dell'album.
Il giorno successivo si tenne un'altra sessione nello Studio A, questa volta con l'incisione di quattro tracce master: Ballad of Hollis Brown, With God on Our Side, Only a Pawn in Their Game, e Boots of Spanish Leather, tutte poi finite sull'album.
Una terza sessione ebbe luogo il 12 agosto, ma niente di quello che venne inciso fu ritenuto utilizzabile per il disco. Tuttavia, tre dei brani registrati nel corso di questa seduta, Paths of Victory, Moonshine Blues e Only a Hobo, saranno in seguito inclusi nella compilation The Bootleg Series Volumes 1-3 (Rare & Unreleased) 1961-1991 pubblicata nel 1991.
Successivamente la lavorazione dell'album si fermò per circa due mesi. Durante questo lasso di tempo, Dylan andò in tour con Joan Baez. Quando Dylan tornò nello Studio A il 23 ottobre, egli aveva pronte sei nuove canzoni originali. Furono approntate versioni definitive di The Lonesome Death of Hattie Carroll e When the Ship Comes In.
Il giorno dopo, furono incise The Times They Are a-Changin' e One Too Many Mornings, entrambe finite sul disco. Lay Down Your Weary Tune, lasciata fuori dall'album, venne inclusa nell'antologia Biograph nel 1985. Altre due outtake, Eternal Circle e Suze (The Cough Song), finirono invece in The Bootleg Series Volumes 1-3 (Rare & Unreleased) 1961-1991.
La sesta ed ultima sessione in studio per The Times They Are a-Changin' si tenne il 31 ottobre 1963. L'intera seduta venne dedicata all'incisione di Restless Farewell (la cui melodia era tratta da un'antica ballata folk scozzese intitolata The Parting Glass), che servì come brano di chiusura dell'album.

## Copertina
L'album riporta nelle note di copertina una versione ridotta del poema 11 Outlined Epitaphs.

## Tracce
Testi e musiche di Bob Dylan.
1. The Times They Are a-Changin' – 3:15
2. Ballad of Hollis Brown – 5:06
3. With God on Our Side – 7:08
4. One Too Many Mornings – 2:41
5. North Country Blues – 4:35
6. Only a Pawn in Their Game – 3:33
7. Boots of Spanish Leather – 4:40
8. When the Ship Comes In – 3:18
9. The Lonesome Death of Hattie Carroll – 5:48
10. Restless Farewell – 5:32

## Conseguenze
Il 26 ottobre 1963, tre giorni dopo la fine delle sessioni di registrazione per The Times They Are a-Changin', Dylan tenne un concerto alla Carnegie Hall di New York. Quella sera, egli eseguì otto canzoni dal suo terzo album in uscita, insieme ad altre outtake provenienti dalle stesse sessioni (incluse Percy's Song, Seven Curses, e Lay Down Your Weary Tune). La Columbia registrò l'intero concerto, ma ci vollero decenni prima che una porzione dello stesso venisse ufficialmente pubblicata (il concerto integrale non è ancora stato pubblicato). Nondimeno, la performance fu ben accolta da critica e pubblico.
Un mese dopo, il 22 novembre 1963, il Presidente John F. Kennedy fu assassinato a Dallas, Texas. L'amico Bob Fass era insieme a Dylan nell'appartamento di Carla Rotolo il giorno dell'omicidio. Secondo quanto raccontato da Fass, Dylan restò profondamente sconvolto dall'accaduto e disse: «Questo significa che stanno tentando di dirci di "non sperare neanche che si possano cambiare le cose"». In seguito Dylan dichiarò che la morte di Kennedy non gli aveva direttamente ispirato nessuna canzone, ma in un appunto scritto poco tempo dopo l'assassinio, egli scrisse: "È inutile ricordare quel giorno ancora una volta" e "non c'è destra e sinistra, c'è solo alto e basso."
Tre settimane dopo l'assassinio di Kennedy, l'Emergency Civil Liberties Committee assegnò a Dylan il loro annuale premio Tom Paine per il suo contributo al movimento per i diritti civili. Alla cerimonia di premiazione, Dylan tenne un controverso discorso di ringraziamento presso l'Hotel Americana di New York. Nelle sue conclusioni finali, affermò quanto segue:
(Bob Dylan, 1963)
Dopo la cerimonia, alcuni testimoni riportarono che Dylan sembrava molto nervoso e che bevve parecchi alcolici prima del suo discorso.

## Curiosità
- Nel film, The Wanderers, una gang story giovanile ambientata tra gli anni'50 e '60, il protagonista Richie, dopo la sua festa di (forzato) addio al celibato fa due passi da solo nel folk village, da un vicolo sbircia in un locale, c'è un giovane Bob Dylan che canta The Times They Are a-Changin', cosa quanto mai vera per Richie che deve abbandonare una gioventù spensierata, promettente grandi cambiamenti, ma lui dovrà affrontarne ben altri.
- Una cover della canzone che dà il titolo all'album è stata utilizzata come brano di apertura di Watchmen, film del 2009 diretto da Zack Snyder, trasposizione cinematografica dell'omonima miniserie a fumetti di Alan Moore e Dave Gibbons.